# Rulon S. Howells
Rulon Seymour Wells (Salt Lake City, 7 de julho de 1854 - Salt Lake City, 7 de maio de 1941) foi um político e religioso norte-americano, com base eleitoral no estado do Utah. Foi também uma autoridade geral de A Igreja de Jesus Cristo dos Santos dos Últimos Dias de 1893 até sua morte, tendo sido o primeiro presidente da Missão Mórmon Brasileira criada em 1935.

## Biografia
Rulon S. Wells nasceu em Salt Lake City, capital do Utah, filho de Daniel H. Wells e Louisa Wells, um casal de mórmons. Em 1875, Rulon S. Wells viajou para a Europa como um missionário mórmon e trabalhou principalmente na Alemanha e Suíça. Ele retornou ao Estados Unidos em 1877.
Em abril de 1893, Wells foi escolhido como membro do Primeiro Conselho dos Setenta de A Igreja de Jesus Cristo dos Santos dos Últimos Dias. Em 1896, ele sucedeu Anthon H. Lund como presidente do Conselho Mórmon Europeu, este com sede em Liverpool, na Inglaterra.
Em dezembro de 1898, Wells voltou para o Utah. Na eleição dos Estados Unidos de 1900, Wells foi eleito para a Câmara dos Deputados do Utah. Ele serviu como um membro da Câmara do Utah até março de 1901, não se candidatando à reeleição no ano seguinte, em 1902.
Em 1923, serviu como autoridade geral para a Igreja Mórmon na Argentina. Na ocasião, Roberto Lippelt e Augusta Lippelt, um casal de mórmons alemães, imigraram para o Brasil. Como a Igreja Mórmon ainda não havia sido estabelecida em território brasileiro, o casal iniciou as atividades mórmons no país com a ajuda de dois missionários. Doze anos mais tarde, em 1935, foi criada a Missão Mórmon Brasileira tendo Rulon S. Wells como primeiro presidente da Missão.
Rulon S. Wells morreu em Salt Lake City, vítima de um câncer. Serviu como autoridade geral mórmon por quase 50 anos. 